# Poujols
Poujols är en kommun i departementet Hérault i regionen Occitanien i södra Frankrike. Kommunen ligger i kantonen Lodève som tillhör arrondissementet Lodève. År 2022 hade Poujols 183 invånare.

## Befolkningsutveckling
Antalet invånare i kommunen Poujols
Referens:INSEE